# Lihons

Lihons este o comună în departamentul Somme, Franța. În 1 ianuarie 2022 avea o populație de 461 de locuitori.